# Jochem de Gruijter
Jochem de Gruijter (* 18. April 1978 in Leidschendam) ist ein ehemaliger niederländischer Volleyball- und Beachvolleyballspieler.

## Karriere
De Gruijter debütierte 1995 in der niederländischen Volleyball-Nationalmannschaft. Zwei Jahre später gewann er mit dem Team die Europameisterschaft im eigenen Land durch ein 3:1 im Finale gegen Jugoslawien. Insgesamt kam er auf 120 Einsätze in der Nationalmannschaft.
2003 spielte de Gruijter seine ersten internationalen Beach-Turniere mit Gijs Ronnes. Im folgenden Jahr belegten die beiden Niederländer bei der Europameisterschaft in Timmendorfer Strand den 19. Platz. Die Weltmeisterschaft 2005 beendeten sie nach Niederlagen gegen die Norweger Horrem/Pettersen und die Brasilianer Márcio Araújo/Fábio Luiz auf Rang 25. Ihr größter Erfolg gelang de Gruijter/Ronnes bei der Europameisterschaft 2006, als sie erst im Finale gegen die Deutschen Julius Brink und Christoph Dieckmann unterlagen. Bei der WM 2007 in Gstaad schieden sie als Gruppendritter nach der Vorrunde aus. Ein Jahr später beendete de Gruijter seine internationale Karriere.